# Bertram Schefold
Bertram Schefold (* 28. Dezember 1943 in Basel) ist ein Schweizer Wirtschaftswissenschaftler. Schefold ist Professor für Volkswirtschaftslehre, insbesondere Wirtschaftstheorie mit den Schwerpunkten Kapitaltheorie und Geschichte der ökonomischen Theorien an der Johann Wolfgang Goethe-Universität Frankfurt am Main.

## Leben und Werk
Schefolds Vater, der Archäologe Karl Schefold, und seine Mutter, Marianne Schefold, geborene von den Steinen, Tochter von Karl von den Steinen, emigrierten 1935 von Deutschland in die Schweiz. Schefold besuchte in Basel das Humanistische Gymnasium und legte 1967 in München, Basel und Hamburg das Diplom in Mathematik, Theoretischer Physik und Philosophie ab. Nachdem er ein Jahr lang Präsident des Verbandes der Schweizer Studierendenschaften in Bern war, studierte er Nationalökonomie in Basel und Cambridge (GB). Nach seiner Promotion war er von 1971 bis 1972 Lektor in mathematischer Nationalökonomie in Basel, danach Visiting Scholar am Trinity College in Cambridge und Research Associate an der Harvard University.
Seit 1974 ist Bertram Schefold Ordentlicher Professor am Fachbereich Wirtschaftswissenschaften der Johann Wolfgang Goethe-Universität Frankfurt am Main. Er war dort Dekan (1981–1982) und hielt zahlreiche Gastprofessuren: Nizza 1977, 1993; Toulouse 1992, 1993; New School for Social Research New York 1984; Rom 1985; Venedig 1990; später mehrfach in Ostasien. Er lehrte während zehn Jahren am Center of Advanced Economic Studies in Triest (1981–1990). 2004 erhielt er die Ehrendoktorwürde der juristischen Fakultät der Eberhard Karls Universität Tübingen, 2005 die der Università degli studi di Macerata in Italien. Außerdem ist er Ehrenmitglied der Stefan-George-Gesellschaft. Am 14. Dezember 2010 verlieh ihm die Ben Gurion University in Beer Sheva, Israel, als erstem Preisträger den Thomas Guggenheim Prize in the History of Economics für sein dogmengeschichtliches Lebenswerk. Eine erste Festschrift von seinen Schülern erschien 2008. Nach seiner Emeritierung zum Ende des Wintersemesters 2011/12 bleibt er dem Fachbereich als Senior Professor erhalten.
Schefolds Forschungsschwerpunkte sind die Wirtschaftstheorie, Kapitaltheorie und die Theorie der Kuppelproduktion. Seit 1980 hat er sich zunehmend der Geschichte der ökonomischen Theorie zugewandt; daneben Umweltpolitik und Energieanalyse. Von 1991 bis 2002 war er geschäftsführender Herausgeber der Reihe Klassiker der Nationalökonomie. Bertram Schefold ist zudem Mitglied des wissenschaftlichen Beratergremiums für die Veröffentlichung der Marx-Engels-Gesamtausgabe (MEGA) durch die internationale Marx-Engels-Stiftung. Mehrfach war er Berater des Deutschen Bundestages und von Länderparlamenten zur Energiepolitik.
Von 1995 bis 1999 war er Chairman of the Council und von 2000 bis 2002 Präsident der European Society for the History of Economic Thought, heute Ehrenpräsident. Er arbeitet in mehreren Ausschüssen des Vereins für Socialpolitik und anderen Fachvereinigungen in Deutschland mit. In Frankfurt gehört er der Wissenschaftlichen Gesellschaft an der J. W. Goethe-Universität an, ist Mitglied des Präsidiums der Frankfurter Gesellschaft für Handel, Industrie und Wissenschaft und ist Ehrenpräsident des Schweizerisch-Deutschen Wirtschaftsclubs. Außerdem war er 1995–2009 Vorsitzender der Stefan-George-Gesellschaft e. V. in Bingen; er hat mehrfach über George, seinen Kreis und die ihm zugehörigen Ökonomen publiziert.
Er ist Anhänger der These, dass die Digitalisierung mehr Arbeitsplätze vernichten als neu hervorbringen wird.

## Veröffentlichungen (Auswahl)
- Piero Sraffas Theorie der Kuppelproduktion, des Kapitals und der Rente. Dissertation (in Englisch: Mr. Sraffa on Joint Production. Privatdruck, 1971, überarbeitete Ausgabe: Mr. Sraffa on Joint Production and other Essays. Unwin & Hyman, 1989).
- Floating, Realignment, Integration. Band 9. Gespräche der List Gesellschaft Kyk., Mohr, 1972.
- Wirtschaftsstile. Band 1: Studien zum Verhältnis von Ökonomie und Kultur und Wirtschaftsstilen. Band 2: Studien zur ökonomischen Theorie und zur Zukunft der Technik. Fischer Taschenbuch Verlag, 1994 and 1995.
- Normal Prices, Technical Change and Accumulation. Macmillan, 1996, ISBN 978-0-333-62129-5.

als Herausgeber
- mit Klaus Michael Meyer-Abich: Wie möchten wir in Zukunft leben? Die Sozialverträglichkeit von Energiesystemen. Band 1, C. H. Beck, München 1981.
- mit Hans Christoph Binswanger, H. Frisch, Hans G. Nutzinger et al.: Arbeit ohne Umweltzerstörung. Strategien für eine neue Wirtschaftspolitik. Fischer 1983, 1988.
- mit Klaus-Michael Meyer-Abich: Die Grenzen der Atomwirtschaft. C. H. Beck, München 1986, 5 Auflagen. ISBN 3-406-31317-5
- Ökonomische Klassik im Umbruch. Theoretische Aufsätze von D. Ricardo, A. Marshall, V.K. Dmitriev u. P. Sraffa. Suhrkamp, Frankfurt am Main 1986, ISBN 3-518-28227-1
- Studien zur Entwicklung der ökonomischen Theorie. VII, VIII, X, XI, Duncker & Humblot, 1989, 1990, 1992.
- mit Krishna Bharadwaj: Essays in Honour of Piero Sraffa: Critical Perspectives on New Developments of Classical Theory. Unwin & Hyman, 1990, Neuauflage Routledge, jetzt Taylor & Francis 1992
- mit Volker Caspari (Hrsg.): Wohin steuert die ökonomische Wissenschaft? Ein Methodenstreit in der Volkswirtschaftslehre, Campus Verlag, Frankfurt am Main 2011, ISBN 978-3-593-39383-4
- Wirtschafts- und Sozialwissenschaftler in Frankfurt am Main – Von der Handelshochschule zum hundertjährigen Jubiläum der Universität. 3., erweiterte  Auflage. Metropolis, Marburg 2016, ISBN 978-3-7316-1215-5.